# Ременная мышца головы
Ременная мышца головы (М. splenius capitis) — начинается от выйной связки, остистых отростков III- VII шейного и 3 верхних грудных позвонков идет вверх и латерально и прикрепляется к боковому отделу верхней выйной линии и вдоль заднего края сосцевидного отростка. Прикрыта верхним отделом трапециевидной мышцы.

## Функция
При одностороннем сокращении мышца поворачивает голову в свою сторону, при двустороннем сокращении мышца разгибает шейную часть позвоночника и наклоняет голову назад.

## Дополнительные изображения

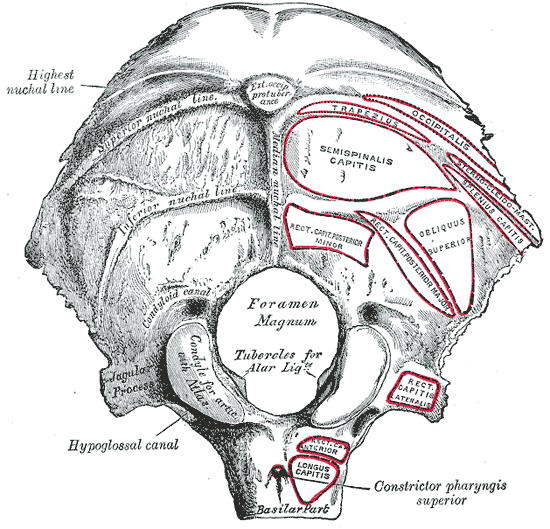
Места прикрепления мышц
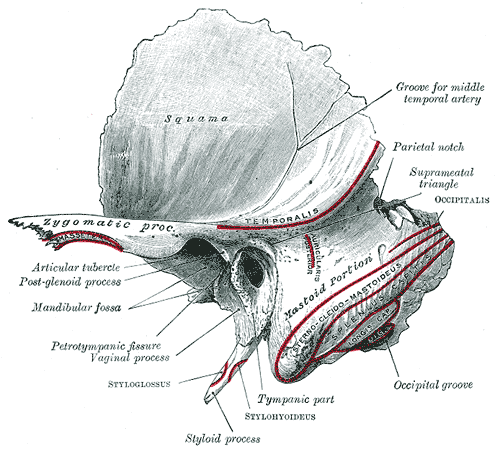
Левая височная кость. Места прикрепления мышц
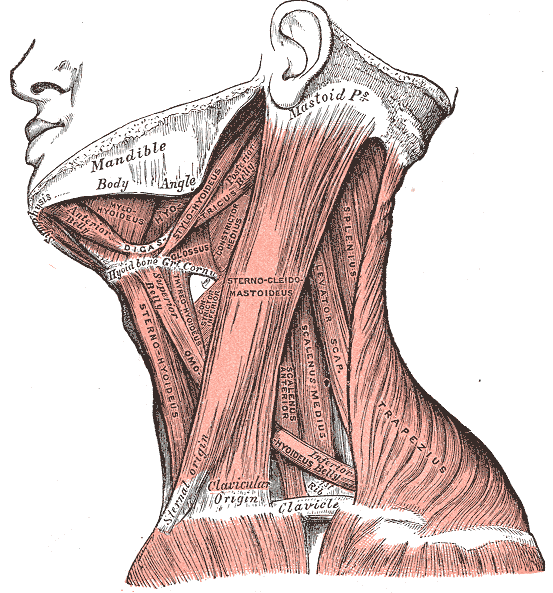
Мышцы шеи (вид сбоку)